# منطقه گردشگری ازناو
منطقه گردشگری ازناو
منطقه گردشگری ازناو در جنوب شهر خلخال و چشمه ازناو در فاصله ۵ کیلومتری از آن و در نزدیکی جاده اسالم قرار دارد و شامل کوه ازناو، چشمه ازناو و باغهای مفرح بوده و همه ساله پذیرای خیل عظیمی از گردشگران است.منطقه نمونه گردشگری ازناو، با وسعت ۲۵۰ هکتار دارای اقلیم سرد و معتدل است.
بلندترین نقطه این منطقه قله ازناو است .در پای این کوه چشمه ای به همین نام، سبب ایجاد مناطق بکر و زیبا گردیده است.این سرچشمه زیبا که در کنار روستای خوجین بر قامت خلخال تکیه کرده‌است با چشمه‌های جوشان و فعال و دبی آب ۴۰۰ لیتر در ثانیه یکی از پر آب‌ترین چشمه‌های استان اردبیل است.
وجود غارها،جنگلها و رودخانه‌های جاری در این منطقه و بالاخص ایجاد اتوبان جدیدالاحداث تهران-زنجان-اردبیل از این مسیر،سبب جذب گردشگر و توریست شده‌است.
« منطقه گردشگری ازنو(ازناو) ، تفرجگاهی زیبا درفاصله 7 کیلومتری ازجنوب غربی هروآباد مرکز شهرستان خلخال در مجاورت روستای خوجین از دهستان خانندبیل شرقی ازبخش مرکزی شهرستان است که مجموعه ای دیدنی از زیبایی های طبیعی متشکل از کوه وچشمه و غار و باغ و.... را در فاصله کمی ازهروآباد به نمایش می گذارد. بلندترین نقطه این منطقه ، قله زیبای ازناو است که ارتفاعی حدود 2422 مترازسطح دریا دارد. جهت کوه،شمال غربی- جنوب شرقی بوده ودرفاصله 48 درجه و 35 دقیقه عرض شمالی و 37 درجه و33 دقیقه و30 ثانیه طول شرقی قرارگرفته است. کوه ازناو به دلیل ترکیبات آهکی خودغارهای متعددی دارد.ازدامنه ضلع غربی این قله واز ارتفاع حدود 1900 متری آن چشمه آب گوارا وخنکی به نام چشمه ازناو خارج می شود. این چشمه علاوه براینکه بخشی ازآب آشامیدنی اهالی منطقه را فراهم می کند رودخانه نسبتا پرآبی راتشکیل میدهد که تا خود هروآباد جاری است وباپیوستن به رودخانه بویوک چای ، باغ های بسیار زیبا و مفرحی را در امتداد خود بوجود می آورد.به سبب وجود پنج غارطبیعی بزرگ و کوچک در سازه های آهکی کوه ازناو ، شرایط زیستگاهی بسیار مناسبی برای زندگی انواع حیوانات و پرندگان وحشی از جمله کل و بز وحشی و کبک و... بوجود آمده است. 
در وجه تسمیه این کوه و چشمه داستان های زیادی وجود دارد که این قلم درسنوات گذشته درمقاله جداگانه ای به شرح آن پرداخته است می گویندکه وجه تسمیه چشمه «ازناو» به ناودان برمی‌گردد زیرا به نظر می رسد که دو کوه به هم پیوسته ناودانی بوجودآورده اند و چشمه ای از دل آن جاری است . این چشمه زیبا که درکنار روستای خوجین بر قامت خلخال تکیه کرده یکی از پر آب‌ترین چشمه‌های استان اردبیل  است و آب آن 500 هکتار از اراضی پایین دست خود را آبیاری کرده و باغات اطراف آن از اول بهار میزبان گردشگران بوده و رونق صنعت توریسم در شهرستان خلخال را رقم می‌زند
.» .